# Tjeckien
Tjeckien (tjeckiska: Česko), formellt Republiken Tjeckien (tjeckiska: Česká republika), är ett centraleuropeiskt land och medlemsstat i Europeiska unionen. Landet gränsar enbart till andra länder i unionen: Tyskland i väst och nordväst, Polen i norr, Slovakien i öst, och Österrike i söder. Tjeckien består av de historiska landskapen Böhmen (Čechy), Mähren  (Morava) och delar av Schlesien (Slezsko). Prag är landets huvudstad och också landets största stad. Andra större städer är Mährens huvudstad Brno, Ostrava, Zlín, Plzeň, Pardubice, Hradec Králové, České Budějovice, Liberec, Olomouc och Ústí nad Labem. 
De tjeckiska landskapen regerades under Habsburg från 1526, och blev senare en del av Österrikiska imperiet och Österrike-Ungern. Den självständiga republiken Tjeckoslovakien bildades 1918, som ett resultat av Österrike-Ungerns upplösning efter första världskriget. Efter den tyska ockupationen av Tjeckoslovakien ockuperades landet av Röda Armén. Efter 1945 fördrevs den tysktalande befolkningen ur landet. I valet 1946 fick kommunistpartiet flest röster men genom Pragkuppen 1948 blev Tjeckoslovakien en kommunistisk stat fram till Sammetsrevolutionen 1989. Tjeckien blev en självständig stat den 1 januari 1993 i och med Tjeckoslovakiens upplösning, då landet delades i republikerna Tjeckien och Slovakien.

## Historia
Staten Tjeckien uppstod först 1993 i och med upplösningen av Tjeckoslovakien som innebar att Tjeckien och Slovakien blev två skilda stater.
I mars 1999 blev Tjeckien medlem i Nato och 1 maj 2004 blev landet medlem i Europeiska unionen.

## Geografi

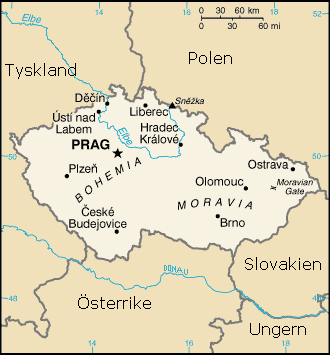
Karta över Tjeckien.

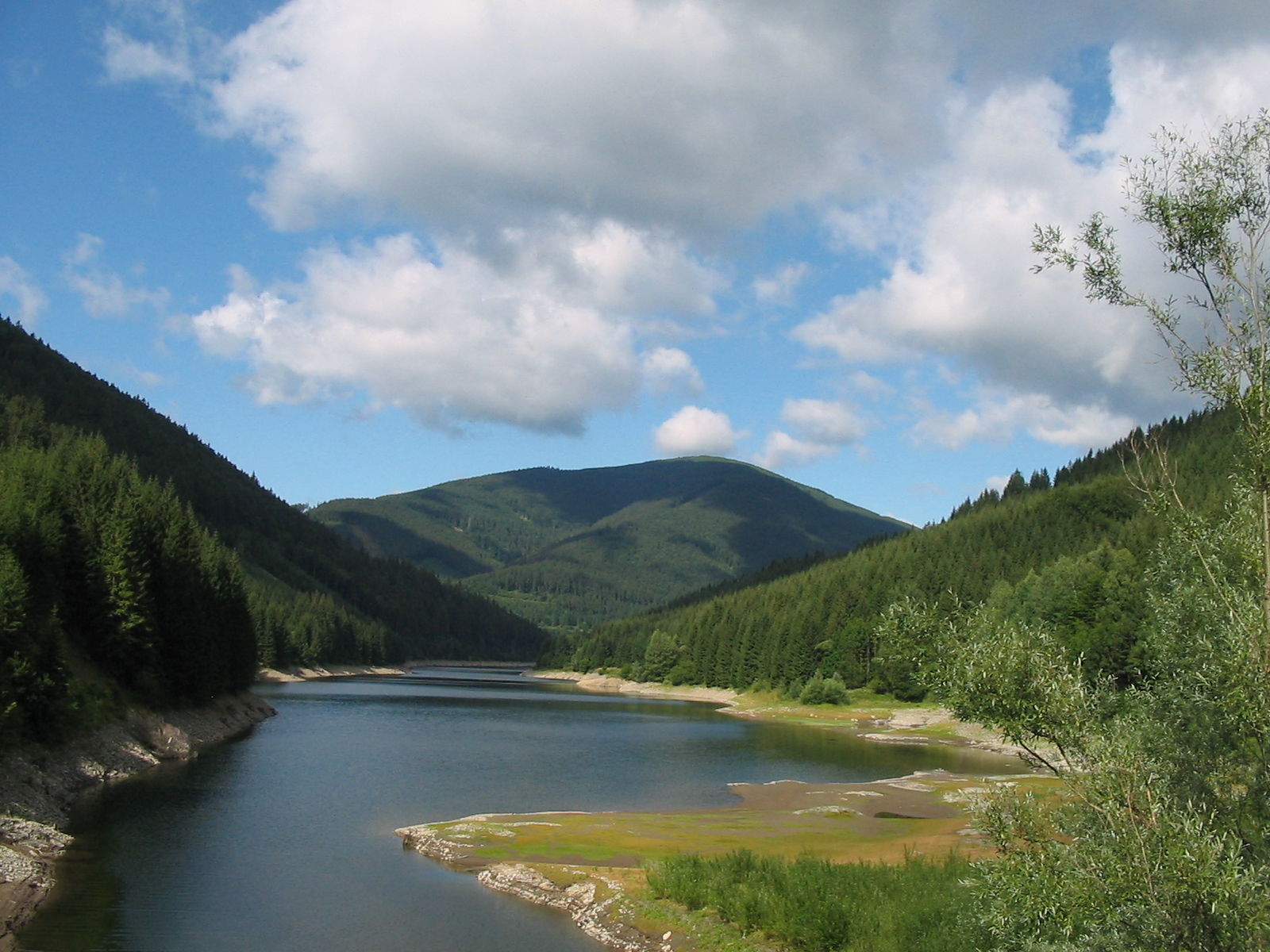
Landskap i Mähren-Schlesien Beskiden.

Tjeckiens yta är 78 866 km² vad som motsvarar cirka 60 procent av forna Tjeckoslovakiens yta.

### Berg och dalar
Tjeckien avgränsas till stora delar naturligt av bergskedjor: i sydväst av Český les och Šumava (Böhmerwald), i nordväst av Krušné hory (Erzgebirge) i nordost av Krkonoše (Riesengebirge), Beskydy, Jeseníky och i sydost av västra Karpaterna. Böhmisk-Mähriska Randbergen går längs gränsen mellan Tjeckiens stora delar Böhmen och Mähren. Högsta bergstoppen, 1 602 meter över havet, ligger i Krkonoše och heter Sněžka. Lägsta punkten, 115 meter över havet, ligger vid Elbes utlopp mot norr. Avgränsade av dessa bergskedjor ligger de böhmiska och mähriska högplatåerna.

### Floder
Elbe (Labe) är en flod som rinner upp i Krkonoše, rinner söderöver i en båge över den böhmiska högplatån innan den finner riktningen mot norr, passerar mellan Krušné hory och Krkonoše och vidare in i Tyskland. Bifloden Ohře förenar sig med Elbe vid Litoměřice. Oder (Odra) rinner upp i Mähren, i Oderské vrchy. På den böhmiska högplatån förenar Elbe sig med Moldau (Vltava) vid Mělník, norr om Prag. Moldau har i sin tur de stora bifloderna Sázava och Berounka, och Böhmen avvattnas på så sätt åt norr. Floderna i Mähren (Morava, Svratka) rinner mot söder till Donau, medan Oder (Odra) gör det mot norr - över Polen till Östersjön.

### Sjöar
Tjeckien har inga naturliga sjöar av betydelse. De största fria vattenytorna utgörs av regleringsdammar i de stora floderna.

### Klimat
Tjeckien har ett inlandsklimat med relativt varma somrar, och kallt klimat vintertid, mestadels med snö. De andra årstiderna är milda men ostadiga. Vädret är varierande i olika regioner: låglandet har torrare och varmare temperaturer medan det tenderar att vara regnigare längre västerut.

## Styre och politik

### Författning och styre
Tjeckien är en parlamentarisk demokrati med ett flerpartisystem. Presidenten är landets statschef, och premiärministern är regeringschef och utövar den verkställande makten. Parlamentet är uppdelat i två kammare, Deputeradekammaren (Poslanecká sněmovna) och Senaten (Senát).
Den nuvarande tjeckiska konstitutionen antogs i december 1992 och har förändrats fyra gånger. Enligt konstitutionen är Tjeckien en parlamentarisk demokrati. Presidenten, som väljs vart femte år, har ett politiskt uppdrag med tillhörande rättigheter vid sidan av uppdraget att representera landet. Han kan nominera domare till konstitutionsdomstolen, upplösa parlamentet under vissa betingelser samt lägga in veto mot lagstiftning. Han utser också premiärminister och efter förslag av premiärministern övriga ledamöter av regeringen. Deputeradekammaren har 200 medlemmar som väljs vart fjärde år efter ett proportionellt valsystem. De 81 medlemmarna av senaten väljs med en tredjedel av senaten vartannat år.
Landets högsta appellationsdomstol är Högsta domstolen. Konstitutionsdomstolen, som tar upp frågor om konstitutionen, utses av presidenten med 10-åriga mandatperioder.

### Administrativ indelning
Tjeckien är indelat i 14 län eller bättre regioner (Kraj) som saknar historisk anknytning och enbart har administrativa funktioner. Dessa är i sin tur indelade i distrikt (okres).
| Tjeckiens regioner |   | Region           | Residensstad     | Invånare  |
| ------------------ | - | ---------------- | ---------------- | --------- |
| Tjeckiens regioner | A | Prag             | -                | 1 170 571 |
| Tjeckiens regioner | S | Mellersta Böhmen | Prag             | 1 144 071 |
| Tjeckiens regioner | C | Södra Böhmen     | České Budějovice | 625 712   |
| Tjeckiens regioner | P | Plzeň            | Plzeň            | 549 618   |
| Tjeckiens regioner | K | Karlovy Vary     | Karlovy Vary     | 304 588   |
| Tjeckiens regioner | U | Ústí nad Labem   | Ústí nad Labem   | 822 133   |
| Tjeckiens regioner | L | Liberec          | Liberec          | 427 563   |
| Tjeckiens regioner | H | Hradec Králové   | Hradec Králové   | 547 296   |
| Tjeckiens regioner | E | Pardubice        | Pardubice        | 505 285   |
| Tjeckiens regioner | M | Olomouc          | Olomouc          | 635 126   |
| Tjeckiens regioner | T | Mähren-Schlesien | Ostrava          | 1 257 554 |
| Tjeckiens regioner | Z | Zlín             | Zlín             | 590 706   |
| Tjeckiens regioner | B | Södra Mähren     | Brno             | 1 123 201 |
| Tjeckiens regioner | J | Vysočina         | Jihlava          | 517 153   |

### Politik
Den politiska scenen i Tjeckien består av flera verksamma partier, allt ifrån det halvreformerade kommunistpartiet KSČM längst ut till vänster till mindre nationalistpartier som Dělnická Strana (arbetarpartiet) längst ut till höger. De största partierna är socialdemokraterna (ČSSD) och  Medborgardemokraterna (ODS). Representerade i parlamentet är också det konservativa TOP 09 ("Tradice - Odpovědnost - Prosperita", tradition - ansvar - välstånd, 09 kommer från att partiet grundades år 2009) och mittenpartiet Allmänhetens angelägenheter (Věci Veřejné). I det senaste valet föll det kristdemokratiska partiet KDU-CSL och De Gröna (Strana zelených) ut ur parlamentet.
Den nuvarande konstitutionen har tidigare gett upphov till svaga regeringar, speciellt eftersom kommunistpartiet med drygt en femtedel av rösterna skys av de andra större partierna och hittills inte kunnat medverka i någon. Möjligheten till en valreform med mindre valkretsar än de nuvarande 14, motsvarande länen (kraj), har diskuterats men inget praktiskt har gjorts, särskilt med tanke på att motståndet från de mindre partierna, som skulle missgynnas av en sådan reform har varit stort.
Tjeckiens konservativa president Vaclav Klaus blev omvald för en ny femårsperiod i februari 2008.
Socialdemokraterna vann i parlamentsval 2013.  Socialdemokraterna fick drygt 20 procent, kommunisterna blev tredje störst med nästan 15 procent. Det populistiska partiet Ano fick näst mest röster, nästan 19 procet. Partiledaren för Socialdemokraterna, Bohuslav Sobotka, blev ny premiärminister. Hans regering bestodd av en koalition mellan ČSSD, ANO 2011 och KDU-ČSL
Milos Zeman blev ny president i Tjeckien år 2013. Zeman var partiledare för socialdemokraterna 1993-2001 och landets premiärminister 1998-2002. Zeman lämnade partiet efter en konflikt och grundade 2009 Partiet för medborgerliga rättigheter. I januari 2018 omvaldes den sittande EU-kritiska presidenten Zeman.
I december 2017 blev miljardären och affärsmannen Andrej Babis ny premiärminister  i Tjeckien. Babis parti Ano blev störst i parlamentsvalet i oktober 2017, och fick då 78 mandat av 200 i underhuset.
I november 2021 utnämndes högerpolitikern Petr Fiala till ny premiärminister. Han efterträdde Andrej Babis.

### Försvar
Tjeckien är sedan 1999 medlem av Nato och har sedan 2004 en yrkesarmé. Landstridskrafterna består av en snabbinsatsbrigad, en mekaniserad brigad och en artilleribrigad. Flygstridskrafterna består av tre flygflottiljer, ett luftvärnsregemente och ett ledningsregemente. Understödsstridskrafterna består av en underhållsbrigad, en ingenjörsbrigad, en CBRN-brigad och en telekrigföringsbrigad. Aktivní záloha (Aktiva reserven) är ett hemvärn, som inte får användas utanför republiken.

## Ekonomi och infrastruktur
Tjeckien är en av de mest stabila och välmående nationerna bland de postkommunistiska staterna i centrala och östra Europa. Den ekonomiska nedgång som drabbade Tjeckien fram till mitten av år 1999 har ersatts med en betydande ekonomisk tillväxt från och med år 2000. Tillväxten har understötts av export till Europeiska unionen, framför allt till Tyskland som är största handelspartner och står för 33,5 % av Tjeckiens sammanlagda export.

### Näringsliv
Den dominerande samhällssektorn utgörs av tjänstesektorn som står för 59,4 % av BNP, industrin svarar för 37,8 % och jordbruket 2,8 %. Arbetslösheten under år 2016 uppskattades till 4,0 % vilket var lägst i EU.
Viktiga näringar innefattar tjänster, metallurgi, transportmedel, maskiner, elektronik, glas, vapen och textiler. Huvudsakliga produkter inom jordbruket är vete, potatis, sockerbetor och humle. I norra Tjeckien bryts stenkol och brunkol, som är för landet viktiga naturtillgångar.

#### Industri

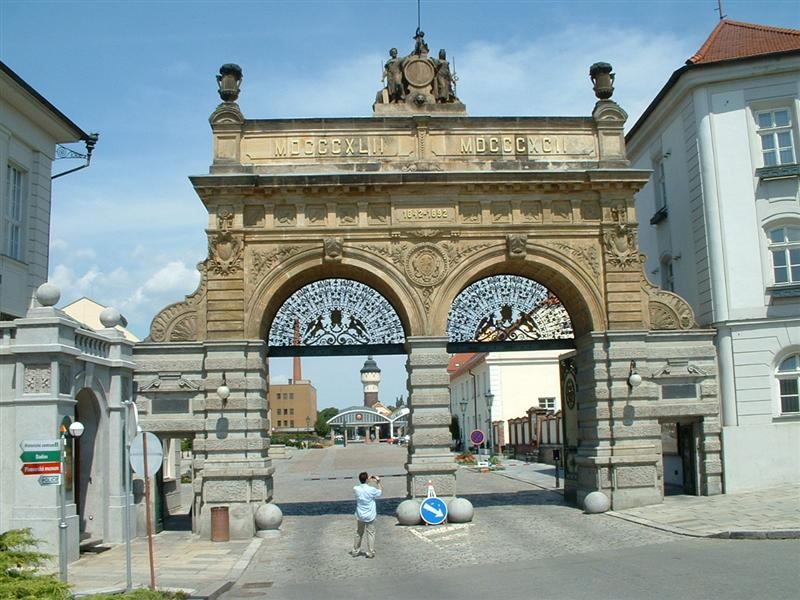
Ett av många bryggerier i Plzeň.

Tjeckien har en lång tradition av fordonstillverkning med Škoda och Tatra som de stora industrierna. Škoda startade 1905 och ingår idag i Volkswagen-koncernen. Man tillverkar framförallt bilar i små- och mellanbilsklassen och har haft stora exportframgångar från 1990-talet och framåt. Tatra har en tradition av både lyxbils- och lastbilstillverkning. Idag tillverkar man lastbilar för civilt och militärt bruk. De största lastbilarna har byggts för rakettransporter och man tillverkar även lastbilar för terräng. Dessutom tillverkar Let Kunovice passagerarflygplan. Trots att Tjeckien ligger i Centraleuropa tillåts ändå sjötransporter via landets floder Elbe och Oder, båda navigerbara.
Tjeckien har även en lång tradition av vapentillverkning och under kommunisttiden exporterade man vapen till Sovjetunionen och övriga stater inom Östblocket.

#### Turism
Český Krumlov är en vacker historisk stad i södra Böhmen som är upptagen på Unescos världsarvslista. Karlovy Vary (Karlsbad) och Mariánské Lázně (Marienbad) i Česky Les i väster är berömda kurorter. Ústí nad Labem och Teplice är industristäder i norra Böhmen. Liberec ligger vackert nedanför Krkonoše. Tábor på södra delen av Tjeckiska högplatån är en historisk stad med minnen från Hussitkrigen, Znojmo invid österrikiska gränsen är en naturskön lantbruksstad med berömda vin- och gurkodlingar.
Populära turistmål är Brno, Karlovy Vary, Prag (Praha), Český Krumlov, Olomouc, Kroměříž och Sudetlandet.
Platser av speciellt intresse för turister är historiska orter (förutom städer uppräknade ovan till exempel Kutná Hora, en silverstad med en berömd benkyrka och Mělník, där Vltava och Labe rinner samman), många borgar och slott (till exempel Karlštejn och Konopiště i närheten av Prag) samt bergskedjorna, där Krkonoše med huvudort Špindlerův Mlýn står för den tjeckiska vintersporten.

### Infrastruktur

#### Transporter

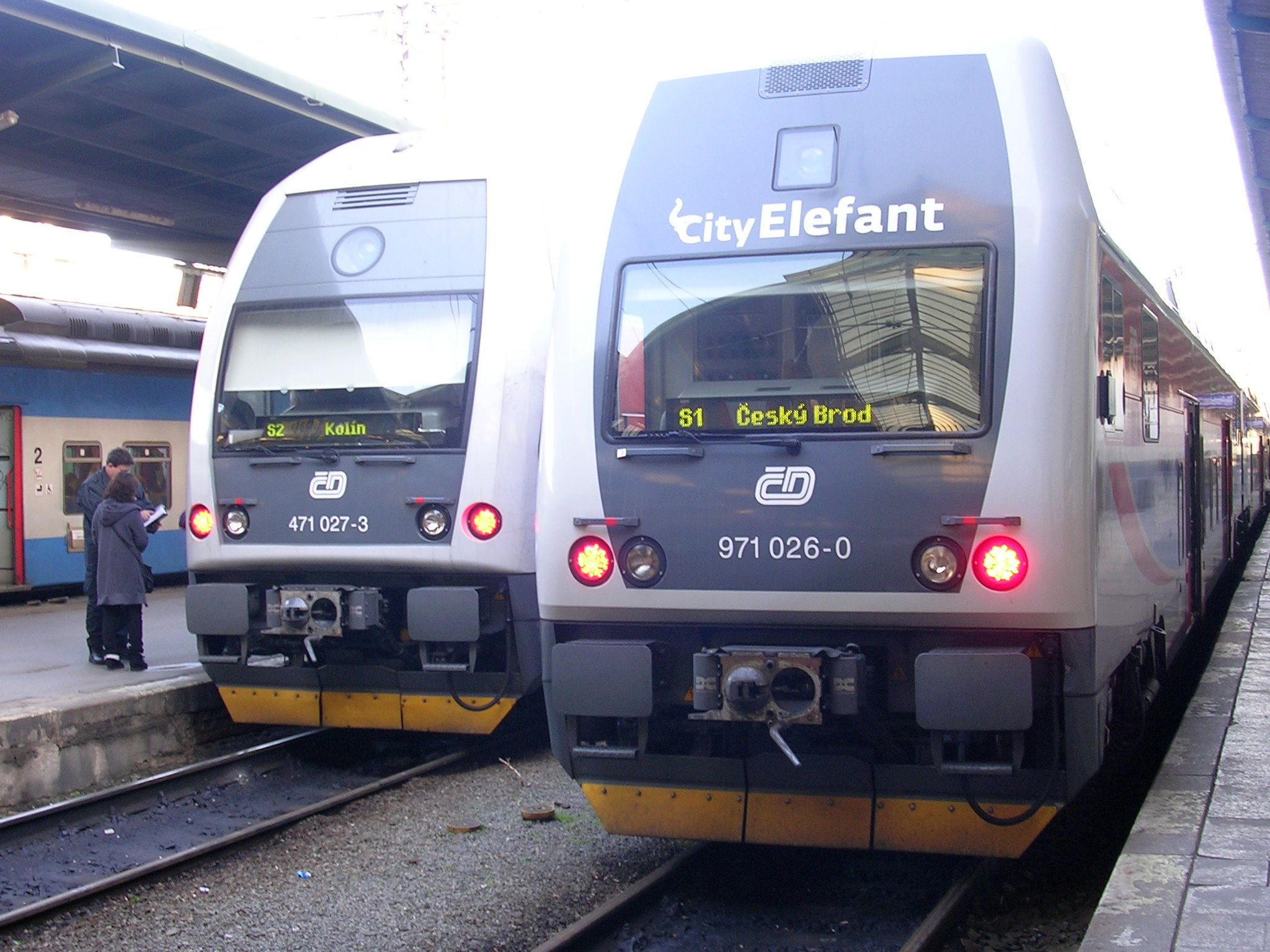
Nya pendeltåg tillverkade av Škoda-verken.

Transport och förbindelser: Buss- och järnvägsnätet är väl utbyggt och förbindelser från de flesta mindre orter till centralorterna går mestadels med intervall på någon eller ett par timmar. Reguljärt inrikesflyg förbinder de största städerna, men förbindelserna på marken är så goda att det inte är någon stor tidsvinst att använda flyget. Vägnätet har förbättrats under de senaste 15 åren. Motorvägar förbinder de största städerna, till de andra går landsvägar av bra klass, något slingriga i bergen.
Gator i städer är ofta stenlagda. Stadscentra är så kompakta i historiskt intressanta städer att det är svårt att komma fram med fordon. Större städer har väl utbyggda spårvagns- och bussnät med korta intervaller.

## Befolkning

### Demografi

#### Större städer
De största städerna är huvudstaden Prag med runt 1,2 miljoner invånare; Brno som är huvudstad i Mähren med ca 400 000 invånare; Ostrava, industristad i norra Mähren, ca 300 000 invånare; Plzeň i västra Böhmen med bryggerier, ca 200 000 invånare; Olomouc, handelsstad i norra Mähren med ca 150 000 invånare; Mladá Boleslav, industristad med tillverkning av Škoda-bilar; och Hradec Králové i nordöstra Böhmen.
Andra orter av betydelse: I České Budějovice tillverkas känt öl. 

### Religion
Tjeckien har en av de minst troende befolkningarna i Europa. Enligt statistik från år 2001 är 59 % ateister eller inte anslutna till någon religion, 26,8 % romerska katoliker och 2,1 % protestanter.

## Kultur

### Helgdagar och högtider
| - jul, 1925– - Annandag påsk, 1939– - Annandag jul, 1939– - nyår, 1951– - Första maj, 1951– - Tjeckoslovakiens självständighetsdag, 1988– - julafton, 1990– - Sankt Cyrils och Methodios dag, 1990– - Segerdagen i Europa, 1992– - Tjeckiens självständighetsdag, 2000– - Kampen för frihet och demokrati-dagen, 2000– - Jan Hus dag, 2000– - Tjeckiens statsbildningsdag, 2000– - Långfredagen, 2016– Denna lista hämtas från Wikidata. Informationen kan ändras där. |

## Internationella rankningar
| Organisation                                | Undersökning                   | Rankning  |
| ------------------------------------------- | ------------------------------ | --------- |
| Heritage Foundation/The Wall Street Journal | Index of Economic Freedom 2019 | 23 av 180 |
| Reportrar utan gränser                      | Pressfrihetsindex 2019         | 40 av 180 |
| Transparency International                  | Korruptionsindex 2018          | 38 av 180 |
| FN:s utvecklingsprogram                     | Human Development Index 2018   | 26 av 189 |